# César Luis de Montalbán
César Luis de Montalbán y Mazas (Sepúlveda, 1876-Tánger, 1971) fue un arqueólogo español, con actividad en el Magreb.

## Biografía
Nacido el 1 de diciembre de 1876 en la localidad segoviana de Sepúlveda, formó parte en Madrid de las tertulias de los cafés de la Luna, Fornos y Pombo y fue amigo de Mario Roso de Luna. Viajero y explorador, acometió excavaciones arqueológicas en el norte de África, en yacimientos como el del crómlech de Mezora. Tras el golpe de Estado de julio de 1936 fue hecho preso por el bando sublevado. Montalbán, que después de la guerra prosiguió con su trabajo como arqueólogo, pero ya en un segundo plano, falleció el 5 de febrero de 1971 en Tánger.